# ...Featuring
...Featuring è il primo greatest hits della cantante-cantautrice statunitense Norah Jones, pubblicato il 12 novembre 2010 dall'etichetta discografica Blue Note. Contiene esclusivamente collaborazioni dell'artista con altri cantanti.

## Tracce
Promo - CD (Blue Note 9186322 (EMI) / EAN 5099991863225)
1. Love Me (feat. The Little Willies)
2. Virginia Moon  (Foo Fighters feat. Norah Jones)
3. Turn Them (Sean Bones feat. Norah Jones)
4. Baby It's Cold Outside (Willie Nelson feat. Norah Jones)
5. Bull Rider (Norah Jones e Sasha Dobson)
6. Ruler Of My Heart (Dirty Dozen Brass Band feat. Norah Jones)
7. The Best Part (El Madmo feat. Norah Jones)
8. Take Off Your Cool (OutKast feat. Norah Jones)
9. Life Is Better (Q-Tip feat. Norah Jones)
10. Soon the New Day (Talib Kweli feat. Norah Jones)
11. Little Lou, Prophet Jack, Ugly John (Belle & Sebastian feat. Norah Jones)
12. Here We Go Again (Ray Charles feat. Norah Jones)
13. Loretta (Norah Jones feat. Gillian Welch e David Rawlings)
14. Dear John (Ryan Adams feat. Norah Jones)
15. Creepin' In (Norah Jones feat. Dolly Parton)
16. Court & Spark (Herbie Hancock feat. Norah Jones)
17. More Than This (Charlie Hunter feat. Norah Jones)
18. Blue Bayou (Norah Jones feat. M. Ward# Chasing Pirates (Norah Jones)